# Siikainen
Siikainen (szw. Siikais) – gmina w Finlandii, położona w południowo-zachodniej części kraju, należąca do regionu Satakunta.